# Siamspinops allospinosus
Siamspinops allospinosus là một loài nhện trong họ Selenopidae.
Loài này thuộc chi Siamspinops. Siamspinops allospinosus được P. Dankittipakul & J. A. Corronca miêu tả năm 2009.